# Lac Polcahue
Le lac Polcahue en Argentine, est un lac d'origine glaciaire de la province de Neuquén. Il est situé dans le département d'Aluminé, dans les Andes de Patagonie. 

## Géographie
Le lac Polcahue occupe le fond d'une ancienne vallée glaciaire orientée est-ouest. Il est situé au nord, mais en dehors du parc national Lanín.
Le lac s'étire d'ouest en est sur une longueur de 2,7 km. Il se trouve à plus ou moins 15 kilomètres au sud du lac Aluminé, à une douzaine de kilomètres au nord-est du lac Ñorquinco et à moins de quatre kilomètres au nord du lac Pulmari.
Son émissaire qui prend naissance au niveau de sa rive orientale déverse ses eaux dans le río Aluminé après un parcours vers l'est de quelque 12 kilomètres.